# 赖莲英
赖莲英，是太平天国的人物，天王洪秀全的妻子。
赖莲英是洪秀全的原配，兄弟赖汉英。在1837年洪秀全参加科举考试之前就嫁给他为妻。金田起义前已生子女三人，即长女洪天姣、次女名佚、儿子洪天贵。洪秀全自称上帝的次子，上帝在天上给他娶妻，其妻叫做 “正月宫”，赖莲英作为“凡妻” ，被称为“又正月宫”，又叫“正东宫”。在天京天王府，洪秀全住前殿，赖莲英以及洪秀全其他后妃住在右殿，洪天贵福及其妻五人住左殿上屋，洪秀全的庶子洪天明住左殿下屋（后又迁居金龙殿左室），洪天光住金龙殿。洪秀全下令各王见洪天贵福均须跪礼，就连生母赖莲英也要磕头行礼。洪天贵福后来说：“我父在日，各王见我均须跪礼，母磕头礼我的。”赖莲英与副月宫第四妻余氏因不和而被洪秀全一起关了禁闭，洪天貴福当时年纪还小，常为见不到母亲而啼哭。洪秀全晚年，赖莲英知道他懒于政事，于是说上帝托梦给她，要她告知洪秀全，今后 “不应再理庶政”。洪秀全把此事写进1861年3月13日的《天王诏旨》：“爷降一梦，启示朕妻，命朕自后不应再理庶政，望一体遵旨，钦此。”1864年，天京被清军攻克，洪天贵福跟随李秀成突围，赖莲英留在城内未出，后下落不详。